# آرنولد کوپلسون
آرنولد کوپلسون (به انگلیسی: Arnold Kopelson) (زاده ۱۴ فوریه ۱۹۳۵ – درگذشته ۸ اکتبر ۲۰۱۸) یک تهیه‌کننده فیلم آمریکایی بود.
از آثار برجسته او می‌توان به فیلم‌های جوخه (۱۹۸۶)، فراری (۱۹۹۳)، هفت (۱۹۹۵)، شیوع (۱۹۹۵)، پاک‌کننده (۱۹۹۶)، وکیل‌مدافع شیطان (۱۹۹۷)، مارشال‌های آمریکایی (۱۹۹۸) ، هیچی نگو (۲۰۰۱) و پیچ‌خورده (۲۰۰۴) اشاره کرد.

## زندگی شخصی
کوپلسون دو بار ازدواج کرد. در سال ۱۹۵۹ با جوی (نام خانوادگی استرن) ازدواج کرد. آنها یک دختر به نام استفانی لیزا کوپلسون گلدمن و دو پسر به نام‌های پیتر لارنس کوپلسون و ایوان جرد کوپلسون داشتند. همسر اول او در سال ۱۹۷۵ بر اثر سرطان درگذشت، و در سال ۱۹۷۶، او با شریک تجاری و منشی سابق خود، آنی فینبرگ، ازدواج کرد. کوپلسون در ۸ اکتبر ۲۰۱۸ در خانه خود در بورلی هیلز در ۸۳ سالگی درگذشت.